# Brian Joseph Lenihan
Brian Joseph Lenihan, född 21 maj 1959 i Dublin, död 10 juni 2011 i Dublin, var en irländsk politiker (Fianna Fáil). Han tjänstgjorde som Irlands finansminister mellan maj 2008 och mars 2011 samt var ledamot av det irländska parlamentets underhus Dáil Éireann från 1996 fram till sin död. Han var son till Brian Patrick Lenihan som var Irlands utrikesminister 1973, 1979–1981 och 1987–1989.
Lenihan avled 52 år gammal hemma i västra Dublin i pankreascancer.